# Петър Лазаров
Петър Лазаров Лазаров е български офицер, полковник.

## Биография
Роден е на 16 декември 1898 година в старозагорското село Яйканлии. През 1920 година завършва Военното училище в София. Служи последователно в 39-а пехотна солунска дружина И в 8-о депо. През 1930 г. с министерска заповед №70 е назначен за командир на рота от 23-ти пехотен шипченски полк, след което с министерска заповед №83 от 1932 г. е назначен за началник на подучастък от 11-и пограничен участък, а от 1935 г. с МЗ №116 е командир на рота от 24-ти пехотен черноморски полк. През 1938 г. с МЗ №21 е назначен за командир на картечна рота от 30-и пехотен шейновски полк, след което е домакин на пва отдел в Държавната военна фабрика в Казанлък (МЗ №18 от 1939 г.).

### Втора световна война (1941 – 1945)
От 1940 година служи като командир на дружина от 2-ри преносим полк. Бил е командир на 123-ти ехотен полк. В периода 1943 – 14 септември 1944 е командир на 63-ти пехотен полк. На 14 септември 1944 година с министерска заповед №125 е назначен за командир на 29-и пехотен ямболски полк. Награждаван е с орден „За храброст“, IV степен, 1 клас. От 23 февруари до 11 август 1945 е командир на 46-и пехотен добрички полк. През 1946 г. е Военен аташе. Уволнен е на 17 януари 1946 година..

## Военни звания
- Подпоручик (4 октомври 1920)
- Поручик (27 ноември 1923)
- Капитан (31 октомври 1930)
- Майор (3 октомври 1938)
- Подполковник (3 октомври 1942)
- Полковник (1945)